# Sautiera
- Commons
- Wikispecies

Sautiera Decne., 1834, segundo o Sistema APG II, é um gênero botânico da família Acanthaceae, encontrado no Timor.

## Espécies
As principais espécies são:
- Sautiera decaisnii
- Sautiera tinctorum